# ハーンドン郡
座標: 北緯18度41分13秒 東経98度55分8秒 / 北緯18.68694度 東経98.91889度
ハーンドン郡（ハーンドンぐん）はタイ北部・チエンマイ県の郡（アムプー）である。

## 名称
ハーンドンとは「密林の端」という意味である。

## 歴史
もともと、ハーンドン郡はクウェーン・メーターチャーンと呼ばれ、ムアンチエンマイ郡の管轄下にあった。その後、1932年ハーンドン郡（アムプー）と改称された。1938年、分郡（キンアムプー）へと降格した。その後、1947年再び郡へ昇格した。

## 地理
郡はピン川の支流が形成した盆地にある。郡の主な河川はピン川、ターチャーン川である。
交通は国道108号線が南北に通っており北にチエンマイ、南にメーサリエン方面と通じる。

## 経済
郡の主な産業は農業であり、主な産物はコメ、ダイズ、ロンガンなどである。

## 行政区分
郡は11のタムボンに分かれ、さらにその下位に113の村（ムーバーン）がある。自治体（テーサバーン）があり、以下のようになっている。
- テーサバーンタムボン・ノーントーンパッタナー・・・タムボン・ノーントーンの一部

また、郡内には10のタムボン行政体（オンカーンボーリハーンスワンタムボン）がある。
1. タムボン・ハーンドン・・・ตำบลหางดง
2. タムボン・ノーンケーオ・・・ตำบลหนองแก๋ว
3. タムボン・ハーンケーオ・・・ตำบลหารแก้ว
4. タムボン・ノーントーン・・・ตำบลหนองตอง
5. タムボン・クンドン・・・ตำบลขุนคง
6. タムボン・ソップメーカー・・・ตำบลสบแม่ข่า
7. タムボン・バーンウェーン・・・ตำบลบ้านแหวน
8. タムボン・サンパックワーン・・・ตำบลสันผักหวาน
9. タムボン・ノーンクワーイ・・・ตำบลหนองควาย
10. タムボン・バーンポン・・・ตำบลบ้านปง
11. タムボン・ナムプレー・・・ตำบลน้ำแพร่